# OpenJMS
OpenJMS é um projeto de código aberto, cujo objetivo é a implementação da API Java Message Service, da Sun Microsystems de acordo com as especificações Java Message Service API 1.1
- Versão mais atualizada:  0.7.7-beta-1